# Ла-Ромен (Верхня Сона)
Ла-Ромен (фр. La Romaine) — муніципалітет у Франції, у регіоні Бургундія-Франш-Конте, департамент Верхня Сона. Ла-Ромен утворено 15 грудня 2015 року шляхом злиття муніципалітетів Грекур, Ле-Пон-де-Планш i Везе. Адміністративним центром муніципалітету є Ле-Пон-де-Планш. Населення — 518 осіб (01.01.2021).